# Thomas Furly Forster
Thomas Furly Forster  (Walbrook, 5 de setembro de 1761 — Walthalmstow, 28 de outubro de 1825) foi um botânico britânico.